# Reinaldo Colucci
Reinaldo Colucci (Descalvado, 29 de octubre de 1985) es un deportista brasileño que compite en triatlón.
Ganó una medalla en los Juegos Panamericanos de 2011, y cuatro medallas en el Campeonato Panamericano de Triatlón entre los años 2013 y 2018. Además obtuvo una medalla en el Campeonato Mundial de Triatlón de Larga Distancia de 2021.

## Palmarés internacional
| Juegos Panamericanos    | Juegos Panamericanos      | Juegos Panamericanos | Juegos Panamericanos |
| Año                     | Lugar                     | Medalla              | Prueba               |
| ----------------------- | ------------------------- | -------------------- | -------------------- |
| 2011                    | Guadalajara (México)      | Medalla de oro       | Individual           |
| Campeonato Panamericano |                           |                      |                      |
| Año                     | Lugar                     | Medalla              | Prueba               |
| 2013                    | Vila Velha (Brasil)       | Medalla de plata     | Individual           |
| 2016                    | Buenos Aires (Argentina)  | Medalla de plata     | Individual           |
| 2018                    | Brasilia (Brasil)         | Medalla de bronce    | Individual           |
| 2018                    | Sarasota (Estados Unidos) | Medalla de bronce    | Relevo mixto         |

| Campeonato Mundial | Campeonato Mundial    | Campeonato Mundial | Campeonato Mundial |
| Año                | Lugar                 | Medalla            | Prueba             |
| ------------------ | --------------------- | ------------------ | ------------------ |
| 2021               | Almere (Países Bajos) | Medalla de bronce  | Individual         |